# Схаутен, Карола
Корнелия Йоханна (Карола) Схаутен (нидерл. Cornelia Johanna (Carola) Schouten; род. 6 октября 1977, Хертогенбос) — нидерландский политический и государственный деятель. Член партии Христианский Союз. Мэр Роттердама с 10 октября 2024 года. В прошлом — третий вице-премьер (2017—2024), министр (без портфеля) по борьбе с бедностью, политическому участию и пенсиям (2022—2024), министр сельского хозяйства, природы и качества продовольствия (2017—2022), член Второй палаты Генеральных штатов Нидерландов (2011—2017, 2021—2022).

## Биография
Родилась 6 октября 1977 года в Хертогенбосе.
В 1989—1995 годах училась в христианском колледже Альтены в Слеувейке. В 1995—2006 годах училась в Университете имени Эразма Роттердамского в Роттердаме и в 2000 году в Тель-Авивском университете, где изучала управление бизнесом.
С 2000 года занимала различные должности в Министерстве социальных дел и занятости Нидерландов, в том числе политический сотрудник в сфере труда и доходов.
С 2006 года — член партии Христианский Союз, координатор и старший политический сотрудник по финансам и социальным вопросам.
После ухода из политики Андрэ Рауфута 17 мая 2011 года стала членом Второй палаты Генеральных штатов Нидерландов от партии Христианский Союз. Приведена к присяге 18 мая.
26 октября 2017 года назначена третьим вице-премьером и министром сельского хозяйства, природы и качества продовольствия в третьем кабинете Рютте.
10 января 2022 года назначена третьим вице-премьером и министром (без портфеля) по борьбе с бедностью, политическому участию и пенсиям в Министерстве социальных дел и занятости Нидерландов в коалиционном четвёртом кабинете Рютте, сформированном по результатам парламентских выборов 2021 года.
3 июля 2024 года решением муниципального совета избрана мэром города Роттердам. Вступила в должность 10 октября.

## Личная жизнь
Не замужем. Имеет одного ребёнка.